# Lennox (Kalifornia)
Lennox statisztikai település az USA Kalifornia államában, Los Angeles megyében. Lakosainak száma 20 323 fő (2020. április 1.).

## Népesség
A település népességének változása:

| 2010 | 22 753 |
| 2020 | 20 323 |